# Kanuslalom-Weltmeisterschaften 1997
Die Kanuslalom-Weltmeisterschaften 1997 fanden in Três Coroas in Brasilien statt.

## Ergebnisse

### Einer-Kajak
Männer:
| Platz | Land | Sportler       |
| ----- | ---- | -------------- |
| 1     | GER  | Thomas Becker  |
| 2     | USA  | Scott Shipley  |
| 3     | GBR  | Paul Ratcliffe |

Frauen:
| Platz | Land | Sportlerin          |
| ----- | ---- | ------------------- |
| 1     | FRA  | Brigitte Guibal     |
| 2     | CZE  | Štěpánka Hilgertová |
| 3     | USA  | Cathy Hearn         |

### Einer-Kajak-Mannschaft
Männer:
| Platz | Land | Sportler                                                  |
| ----- | ---- | --------------------------------------------------------- |
| 1     | GBR  | Paul Ratcliffe Jan Raspin Shaun Pearce                    |
| 2     | FRA  | Vincent Fondeviole Jean-Michel Regnier Ludovic Boulesteix |
| 3     | GER  | Jochen Lettmann Holger Häfner Thomas Becker               |

Frauen:
| Platz | Land | Sportlerinnen                              |
| ----- | ---- | ------------------------------------------ |
| 1     | GER  | Evi Huss Mandy Planert Kordula Striepecke  |
| 2     | FRA  | Anouk Loubie Anne Boixel Brigitte Guibal   |
| 3     | GBR  | Rachel Crosbee Lynn Simpson Heather Corrie |

### Einer-Canadier
Männer:
| Platz | Land | Sportler        |
| ----- | ---- | --------------- |
| 1     | SVK  | Michal Martikán |
| 2     | CZE  | Lukáš Pollert   |
| 3     | GBR  | Gareth Marriott |

### Einer-Canadier-Mannschaft
Männer:
| Platz | Land | Sportler                                       |
| ----- | ---- | ---------------------------------------------- |
| 1     | SVK  | Michal Martikán Juraj Minčík Juraj Ontko       |
| 2     | FRA  | Patrice Estanguet Tony Estanguet Yves Narduzzi |
| 3     | SLO  | Simon Hočevar Gregor Terdič Sebastjan Linke    |

### Zweier-Canadier
Männer:
| Platz | Land | Sportler                       |
| ----- | ---- | ------------------------------ |
| 1     | FRA  | Franck Adisson/Wilfrid Forgues |
| 2     | GER  | André Ehrenberg/Michael Senft  |
| 3     | CZE  | Miroslav Šimek/Jiří Rohan      |

### Zweier-Canadier-Mannschaft
Männer:
| Platz | Land | Sportler                                                                                |
| ----- | ---- | --------------------------------------------------------------------------------------- |
| 1     | FRA  | Thierry Saïdi/Emmanuel del Rey Franck Adisson/Wilfrid Forgues Eric Biau/Bertrand Daille |
| 2     | CZE  | Marek Jiras/Tomáš Máder Miroslav Šimek/Jiří Rohan Petr Štercl/Pavel Štercl              |
| 3     | GER  | Michael Trummer/Manfred Berro Kay Simon/Robby Simon Michael Senft/André Ehrenberg       |

## Medaillenspiegel
| Platz  | Land                   | Gold | Silber | Bronze | Gesamt |
| ------ | ---------------------- | ---- | ------ | ------ | ------ |
| 1      | Frankreich             | 3    | 3      | -      | 6      |
| 2      | Deutschland            | 2    | 1      | 2      | 5      |
| 3      | Slowakei               | 2    | -      | -      | 2      |
| 4      | Vereinigtes Königreich | 1    | -      | 3      | 4      |
| 5      | Tschechien             | -    | 3      | 1      | 4      |
| 6      | Vereinigte Staaten     | -    | 1      | 1      | 2      |
| 7      | Slowenien              | -    | -      | 1      | 1      |
| Gesamt | Gesamt                 | 8    | 8      | 8      | 24     |